# Leopold av Baden
Karl Leopold Fredrik av Baden, född 29 augusti 1790, död 24 april 1852, var greve av Hochberg och blev sedermera storhertig av Baden 1830–1852.

## Biografi
Leopold föddes som son till Karl Fredrik av Baden och dennes andra hustru Luise von Geyersberg och tillhörde furstehuset Zähringens oäkta gren Hochberg.
År 1817 erkändes Leopold som prins av Baden och efterträdde 1830 sin halvbror Ludvig I av Baden. Trots att Leopold genomförde flera liberala reformer kunde han inte tillfredsställa den växande oppositionen och sedan revolution utbrutit i Baden tvangs han fly från Karlsruhe i maj 1849. Han återvände i augusti samma år, sedan preussiska trupper slagit ned upproret, och han upplöste då den provisoriska lantdagen och återinförde 1818 års författning.

## Familj
Leopold av Baden gifte sig den 25 juli 1819 med sin halvbror Karl Ludvigs dotterdotter, Sofia av Sverige.
Barn:
1. Alexandrine (1820–1904; gift med hertig Ernst II av Sachsen-Coburg-Gotha)
2. Ludvig (född och död 1822)
3. Ludvig II av Baden (1824–1858)
4. Fredrik I av Baden (1826–1907); regent från 1856, storhertig från 1858 (far till Victoria av Baden, som gifte in sig i ätten Bernadotte av Sverige, som maka till kung Gustaf V)
5. Wilhelm (1829–1897; far till Max av Baden (→ stamfader till den idag fortlevande grenen)
6. Karl (1832–1906)
7. Marie (1834–1899)
8. Cecilia (1839–1891; känd som Olga Fedorovna av Ryssland, gift med storhertig Mikael Nikolajevitj av Ryssland)